# Жеффінью
Жефферсон Руан Перейра дос Сантос (порт. Jefferson Ruan Pereira dos Santos), відоміший під коротким прізвиськом Жеффінью (порт. Jeffinho, нар. 30 грудня 1999, Волта-Редонда) — бразильський футболіст, нападник клубу «Ботафогу». Виступав також за низку бразильських і закордонних клубів. Чемпіон Бразилії. Володар Кубка Лібертадорес.

## Ігрова кар'єра
Жеффінью народився 1999 року в місті Волта-Редонда, та є вихованцем футбольної школи клубу «Резенде». У 2020 році футболіст розпочав грати в основній команді клубу, який у 2021 році відправив гравця в оренду до клубу «Гама». У 2022 році нападник перейшов до складу клубу «Ботафогу», а наступного року футболіст став гравцем французького клубу «Ліон». У 2024 році Жеффінью повернувся до складу «Ботафогу», і в цьому році став у складі команди чемпіоном Бразилії та володарем Кубка Лібертадорес.

## Титули і досягнення
- Чемпіон Бразилії (1):

«Ботафогу»: 2024
- Володар Кубка Лібертадорес (1):

«Ботафогу»: 2024